# Patrick Borg
Pour les articles homonymes, voir Borg.
Patrick Borg est un acteur français, né le 6 août 1957 à Paris (Seine).
Spécialisé dans le doublage, il est connu pour être la voix du personnage Son Goku, (notamment dans les séries Dragon Ball Z et Dragon Ball Super,) ainsi que de nombreux personnages secondaires de cet univers, Roland dans Ranma ½ ou encore Soldat 76 dans Overwatch.
Il est également la voix française régulière de l'acteur David Boreanaz, depuis Buffy contre les vampires, de Michael Gaston et une des voix de Charlie Sheen et Eddie Marsan.

## Biographie

### Carrière
Patrick commence sa carrière de comédien en 1967.

### Doublage et animation française
Nous le retrouvons en 1968 au théâtre et dans le doublage il est alors âgé de 11 ans. Il débute au Théâtre de la Ville, où il jouera dans plusieurs pièces par la suite à Paris. « sa première pièce, " six personnages en quête d'auteur" de Pirandello, au côté de Fernand Sardou, (père de Michel Sardou.) qui le présentera la même année à un directeur artistique d'une société de doublage. Il interprétera de nombreux rôles en doublage pour le cinéma, et la télévision, son premier rôle en doublage sera sur la série Flipper le dauphin. Plus tard il a également doublé le personnage principal dans la série anime Mazinger Z, dont le personnage est le même que Goldorak,.

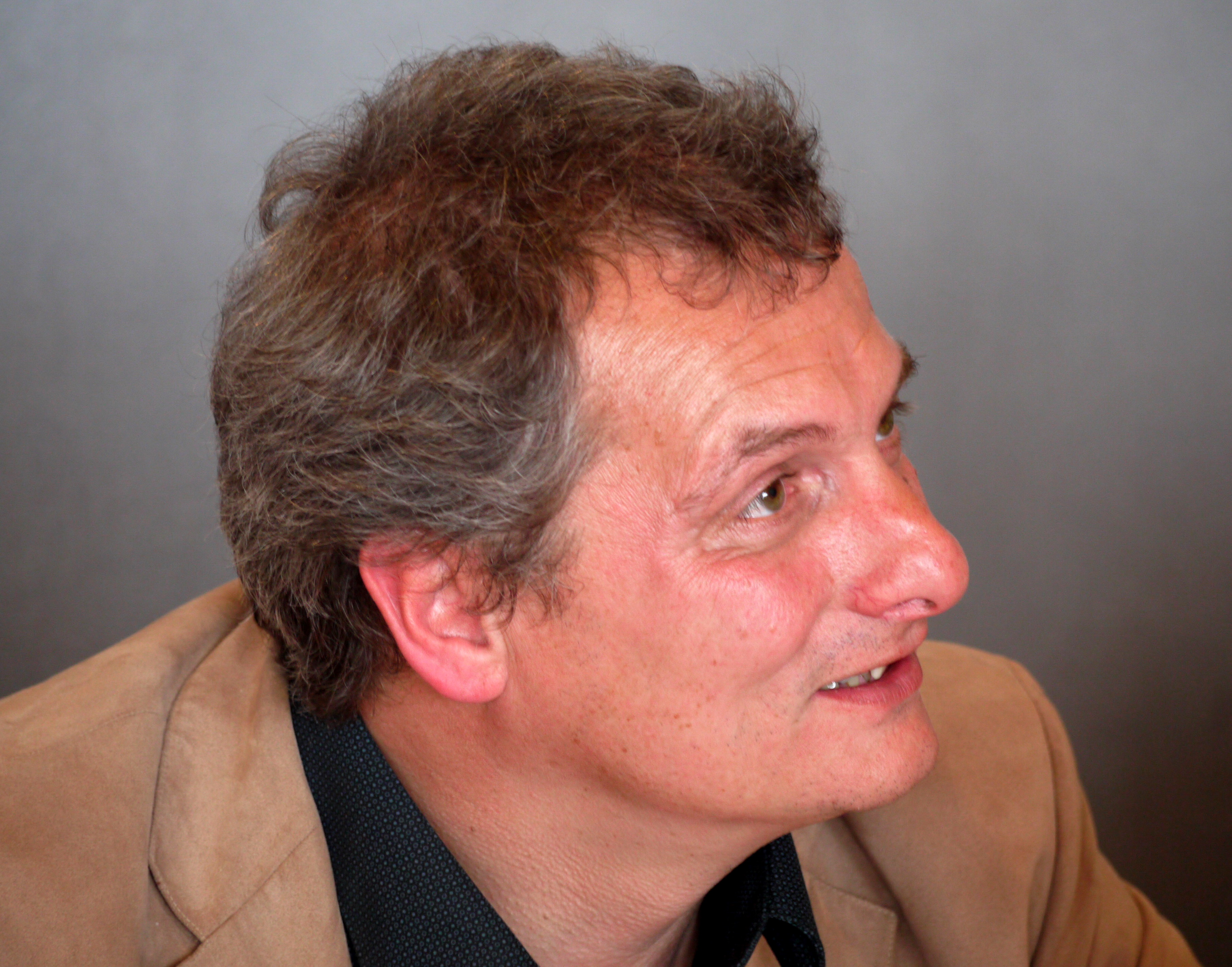
Patrick Borg au festival Mang'Azur,
à Toulon (Var), le 19 avril 2009.

Il est particulièrement connu et reconnu dans l'animation pour être la voix du personnage Son Goku, dans les séries Dragon Ball Z et Dragon Ball Super et tous les films (où le personnage est apparu) ainsi que de nombreux personnages secondaires de Dragon Ball. Le doublage du personnage s'est fait par hasard. « Les dix premiers épisodes ont été doublés par son ami Thierry Redler (décédé en 2014). Qui commençait à interpréter le rôle de Marc dans la sitcom les Filles d'à côté. N'ayant plus suffisamment de temps pour continuer la série Dragon Ball, Thierry Redler a conseillé Patrick Borg à Pierre Trabaud, comédien et réalisateur qui était également la voix de Tortue Géniale et directeur artistique de la série. Après avoir passé des essais sur le rôle de Son Goku, il a été engagé. Plus tard, il prêtera également sa voix aux personnages de Boo, Bardock et Black Goku,.
Toujours dans le doublage, Patrick Borg est également la voix de Roland dans Ranma ½ et de M. Lopart et Abuelo dans Manny et ses outils. Il est également la voix française régulière de l'acteur David Boreanaz, (notamment Angel dans Buffy contre les vampires et la série dérivée centrée sur le personnage du même nom, Seeley Booth dans Bones, etc. et de l'agent Jason Hayes dans la série Seal Team). Il est aussi la voix régulière de Michael Gaston. Et de Charlie Sheen et Eddie Marsan dans de nombreux films pour le cinéma.
Dans les jeux vidéo, il est notamment la voix de Victor Coste dans la franchise Splinter Cell, mais aussi la voix de Soldat 76 dans Overwatch, ou encore, celle de Regis dans l'extension The Witcher 3: Wild Hunt – Blood and Wine.
En 2017, il a doublé également la voix de Infinite dans Sonic Forces.
En 2018, il est invité, avec l'actrice Brigitte Lecordier, à la Game'In Reims. En 2019, il est invité, aux côtés de Philippe Ariotti, pour le tout premier salon Japanogent, à Nogent-le-Rotrou, en Eure-et-Loir,.

### Vie privée
Fils du réalisateur de la première saison des Shadoks et directeur du cinéma d'animation au service de la recherche à l'ORTF René Borg et de Gisèle Tombarel[réf. nécessaire], il est le père de Yoann Borg, lui aussi comédien de doublage.

## Théâtre
- 1967 : Six Personnages en quête d'auteur de Luigi Pirandello au Théâtre de la Ville
- 1969 : Beaucoup de bruit pour rien de William Shakespeare au Théâtre de la Ville
- 1971 : Les Gracques de Jean Giraudoux à la Comédie Française
- 1972-1975 : La Ville dont le prince est un enfant de Henry de Montherlant au Théâtre Michel
- 1977 : La Mante polaire de Serge Rezvani au Théâtre de la Ville

## Doublage

### Cinéma

#### Films
- Charlie Sheen dans :
  - Hot Shots! (1991) : Sean « Topper » Harley
  - Hot Shots! 2 (1993) : Sean « Topper » Harley
  - Les Trois Mousquetaires (1993) : Aramis
  - Free Money (1998[n 1]) : Bud Dyerson
  - La Grande Arnaque (2004) : Bob Rogers, Jr.

- Eddie Marsan dans :
  - V pour Vendetta (2006) : Etheridge
  - Sherlock Holmes (2009) : l'inspecteur Lestrade
  - Jack le chasseur de géants (2013) : Crawe
  - Le Dernier Pub avant la fin du monde (2013) : Peter Page
  - Vice (2018) : Paul Wolfowitz

- Glenn Morshower dans :
  - Transformers (2007) : le colonel Sharp
  - Transformers 2 : La Revanche (2009) : le général Morshower
  - Transformers 3 : La Face cachée de la Lune (2011) : le général Morshower
  - Transformers: The Last Knight (2017) : le général Morshower

- Christopher Heyerdahl dans :
  - Twilight, chapitre II : Tentation (2009) : Marcus
  - Twilight, chapitre IV : Révélation, 1re partie (2011) : Marcus
  - Twilight, chapitre V : Révélation, 2e partie (2012) : Marcus

- Christian Slater dans :
  - Entretien avec un vampire (1994) : Daniel Malloy
  - Jimmy Hollywood (1994) : William

- 1981[n 2] : 13 Morts et demi : ? ( ? )
- 1989 : Johnny Belle Gueule : John Sedley / Johnny Handsome / Johnny Mitchell (Mickey Rourke)
- 1991 : Jungle Fever : Jerry (Tim Robbins)
- 1992 : La Nuit du défi : Frank Mangrum (Michael McGrady)
- 1992 : Héros malgré lui : le réalisateur de la reconstitution du crash (Fisher Stevens)
- 1993 : Stalingrad : HGM (Oliver Broumis)
- 1994 : Rends la monnaie, papa : Zerronski (Sam McMurray)
- 1994 : Club Eden : L'Île aux fantasmes : Elliot Slater (Paul Mercurio)
- 1995 : Jade : Bob Hargrove (Michael Biehn)
- 1996 : Une nuit en enfer : Pete Bottoms (John Hawkes)
- 1996 : Rock : le capitaine Frye (Gregory Sporleder)
- 1996 : Fantômes contre fantômes : Ray Lynskey (Peter Dobson)
- 1996 : Hamlet : Guildenstern (Reece Dinsdale)
- 1997 : Volcano : Gator Harris (Michael Rispoli)
- 1997 : Sans foi ni loi : Soames (Louis Del Grande), l'homme au bar[réf. nécessaire] et l'ordinateur[réf. nécessaire] (voix)
- 1997 : Le Pacificateur : Santiago (Carlos Gómez)
- 1997 : Spice World, le film : Clifford (Richard E. Grant)
- 1998 : Ennemi d'État : David Pratt (Barry Pepper)
- 1999 : Prémonitions : Paul Cooper (Aidan Quinn)
- 1999 : Jackie Chan à Hong Kong : L.W. Lo (Howie Lo) (Wakin Chau)
- 1999 : Universal Soldier : Le Combat absolu : ? ( ? ) [réf. nécessaire]
- 2000 : Le Bon Numéro : Russ Richards (John Travolta)
- 2001 : Autour de Lucy : Luke (David Boreanaz)
- 2001 : Chungkai, le camp des survivants : le lieutenant Foxworth (Pip Torrens)
- 2002 : Dog Soldiers : « Spoon » Witherspoon (Darren Morfitt)
- 2002 : Insomnia : l'inspecteur Hap Eckhart (Martin Donovan)
- 2003 : Basic : Dr Peter Vilmer (Harry Connick Jr.)
- 2003 : Lady Chance : Johnny Cappella (Joey Fatone)
- 2003 : École paternelle : Phil (Jeff Garlin)
- 2003 : Coffee and Cigarettes : Steven (Steven Wright) et Alfred (Alfred Molina)
- 2004 : Amour et Amnésie : Tom « 10 secondes » (Allen Covert) et Jennifer / Jonathan (Jonathan Loughran)
- 2005 : Constantine : Satan (Peter Stormare)
- 2006 : Little Miss Sunshine : Stan Grossman (Bryan Cranston)
- 2007 : Hot Fuzz : Tony Fisher (Kevin Eldon (en))
- 2007 : Hitman : Mikhail Belicoff (Ulrich Thomsen)
- 2008 : Punisher : Zone de guerre : l'agent Miller (Larry Day)
- 2010 : Iron Man 2 : le major Allen (Tim Guinee)
- 2011 : Un flic pour cible : Hanky (Roger Guenveur Smith)
- 2012 : John Carter : Dix (Don Stark)
- 2012 : The Paperboy : Tyree Van Wetter (Ned Bellamy)
- 2013 : Texas Chainsaw 3D : Gavin Miller (David Born)
- 2014 : American Sniper : Tony (Raynaldo Gallegos)
- 2015 : Maggie : Ray (Douglas M. Griffin)
- 2017 : Guardians : Nikolai Dolgov (Vyacheslav Razbegae)
- 2017 : Le Lieutenant ottoman : Christapor (Affif Ben Badra)
- 2017 : Valérian et la Cité des mille planètes : Captain Kris (Alexandre Willaume)
- 2017 : Sur le chemin de la rédemption : le révérend Joel Jeffers (Michael Gaston)
- 2018 : Private Life : Charlie (John Carroll Lynch)
- 2018 : Une femme d'exception : le juge Holloway (Ben Carlson)
- 2018 : Le Retour de Mary Poppins : Clyde le cheval (Mark Addy) (voix)
- 2019 : The Irishman : Big Ears (Daniel Jenkins)

#### Films d'animation
- 1981[n 3] : Goshu le violoncelliste : le coucou (doublage réalisé par la société Les Films du paradoxe)
- 1986 : La Guerre des robots : Perceptor
- 1987[n 4] : Les Ailes d'Honnéamise : Kharock
- 1989[n 5] : Dragon Ball Z : À la poursuite de Garlic : Son Goku
- 1990[n 5] : Dragon Ball Z : Le Robot des glaces : Son Goku
- 1990[n 6] : Dragon Ball Z : Le Combat fratricide : Son Goku, Amondo et Lakaseï
- 1991[n 5] : Dragon Ball Z : La Menace de Namek : Son Goku, Dorodavo, Zeun, Shenron
- 1991[n 5] : Ranma ½ : La Grande Bataille de Chine : Roland  (doublage tardif effectué en 1995)
- 1991[n 7] : Dragon Ball Z : La Revanche de Cooler : Son Goku, Bardock
- 1992[n 7] : Dragon Ball Z : Cent Mille Guerriers de métal : Son Goku
- 1992[n 5] : Ranma ½ : Rendez-nous nos copines ! : Roland et l'homme masqué
- 1992[n 7] : Dragon Ball Z : L'Offensive des cyborgs : Son Goku
- 1993[n 8] : Dragon Ball Z : Broly le super guerrier : Son Goku
- 1993[n 8] : Dragon Ball Z : Les Mercenaires de l'espace : Son Goku et Hercule
- 1994 : Street Fighter II, le film : Deejay, Balrog, Vega et Zangief
- 1995 : Dragon Ball Z : Fusions : Son Goku
- 1995 : Dragon Ball Z : L'Attaque du dragon : Son Goku
- 2002 : Le Royaume des chats : Baron Humbert
- 2006 : Astérix et les Vikings : Caraf
- 2006 : Ultimate Avengers : Thor
- 2008 : Les Chroniques d'Arslân (OAV) : Andragoras, Ghisquar, Qbad, Ilterish et le narrateur
- 2008 : Batman : Contes de Gotham : Crispus Allen et Ronald Marshall
- 2008 : Next Avengers: Heroes of Tomorrow : Thor
- 2009 : Ultimate Avengers 2 : Thor
- 2009 : Wonder Woman : Arès
- 2013[n 9] : Dragon Ball Z: Battle of Gods : Son Goku, Boo[11]
- 2014 : Batman : Assaut sur Arkham : Deadshot
- 2015 : Dragon Ball Z : La Résurrection de ‘F’ : Son Goku
- 2016 : Kingsglaive: Final Fantasy XV : Titus Drautos
- 2016 : Tous en scène : Bob
- 2018 : Stubby : le sergent
- 2019 : Dragon Ball Super: Broly : Son Goku, Bardock et Gogeta
- 2022 : Dragon Ball Super: Super Hero : Son Goku[12]

### Télévision

#### Téléfilms
- Jeffrey Nordling dans : 
  - Les Soupçons d'une mère (1994) : Greg Philips
  - Sœurs de cœur (1997) : Dr Peter Woods

- Dale Midkiff dans :
  - À la conquête d'un cœur (2003) : Alec Davis
  - Un souvenir éternel (2005) : Gus Martin

- Gregory Harrison dans :
  - Neuf vies pour Noël (2014) : le chef Sam
  - Neuf chatons pour Noël (2021) : le chef Sam

- 1998 : Les Rois de Las Vegas : Frank Sinatra (Ray Liotta)
- 1998 : Objectif Terre : L'invasion est commencée : inspecteur Sam Adams (Christopher Meloni)
- 2001 : Passion impossible : Paul (Max Martini)
- 2003 : Un père Noël au grand cœur : John Martin Carter (Steven Eckholdt)
- 2004 : L'Amour d'une mère : Douglas Thomas (Aidan Quinn)
- 2008 : Le Cœur chocolat : Maxime Vandevoorde (Rainer Piwek)
- 2012 : Panique sur Seattle : Tom (Esai Morales)
- 2012 : La Tour : l'avocat Sperre (Jürgen Maurer)
- 2014 : Une coach pour mon bébé : Scott (Kavan Smith)

#### Téléfilms d'animation
- 1990[n 5] : Dragon Ball Z : Baddack contre Freezer : Baddack et Son Goku
- 1993[n 5] : Dragon Ball Z : L'Histoire de Trunks : Son Gohan adulte

#### Séries télévisées
- Michael Gaston dans (18 séries) :
  - Blind Justice (2005) : le lieutenant Gary Fisk (13 épisodes)
  - Prison Break (2005) : Quinn (saison 1, épisodes 10 et 11)
  - Jericho (2006-2008) : Gray Anderson (20 épisodes)
  - Damages (2007-2012) : Roger Kastle (8 épisodes)
  - Fringe (2009) : Sanford Harris (saison 1)
  - FBI : Duo très spécial (2009) : Thompson (saison 1, épisode 1)
  - Terriers (2010) : Ben Zeitlin (4 épisodes)
  - Mentalist (2010-2013) : Gale Bertram (17 épisodes)
  - Unforgettable (2011-2012) : l'inspecteur Mike Costello (22 épisodes)
  - Mad Men (2013) : Burt Peterson (2e voix, saison 5)
  - Elementary (2014) : Kurt Yoder (saison 2, épisode 22)
  - The Leftovers (2014-2017) : Dean (12 épisodes)
  - Murder (2014) : Henry Williams (saison 1, épisode 1)
  - Blue Bloods (2015) : Jim Voutay (saison 6, épisode 3)
  - Blindspot (2015-2020) : Thomas Carter (8 épisodes)
  - BrainDead (2016) : Lawrence Boch (épisode 9)
  - Madam Secretary (2017) : Hugh Haymond (5 épisodes)
  - Strange Angel (en) (2018-2019) : Virgil Byrne (15 épisodes)

- Kevin Kilner dans (7 séries) :
  - Invasion planète Terre (1997-2001) : William Boone (24 épisodes)
  - NIH : Alertes médicales (2005) : l'agent Paul Maloney (épisode 13)
  - Monk (2005) : Jack Bollinger (saison 4, épisode 6)
  - Ghost Whisperer (2007) : Bill Fordham (saison 3, épisode 2)
  - House of Cards (2013-2014) : Michael Kern (3 épisodes)
  - Madam Secretary (2014) : Robert Cole (saison 1, épisode 1)
  - Happyish (2015) : David (5 épisodes)

- David Boreanaz dans (5 séries) :
  - Buffy contre les vampires (1997-2003) : Angel (58 épisodes)
  - Angel (1999-2004) : Angel (111 épisodes)
  - Bones (2005-2017) : l'agent spécial Seeley Booth (245 épisodes)
  - Sleepy Hollow (2015) : l'agent spécial Seeley Booth (saison 3, épisode 5)
  - SEAL Team (2017-2021) : Jason Hayes (1re voix - saisons 1 à 4)

- Kavan Smith dans :
  - Killer Instinct (2005) : Jonas Mentzel (épisode 3)
  - Les 4400 (2005-2007) : l'agent Jed Garrity (21 épisodes)
  - Eureka (2010-2012) : le shérif-adjoint Andy 2.0 (21 épisodes)

- Bill Paxton dans :
  - Big Love (2006-2011) : Bill Henrickson (53 épisodes)
  - Hatfields and McCoys (2012) : Randall McCoy (mini-série)
  - Marvel : Les Agents du SHIELD (2014) : John Garrett (saison 1)

- Chris Eigeman dans :
  - Gilmore Girls (2003-2004) : Jason « Digger » Stiles (saison 4)
  - Gilmore Girls : Une nouvelle année (2016) : Jason « Digger » Stiles (mini-série)

- Balthazar Getty dans :
  - Alias (2005-2006) : Thomas Grace (saison 5)
  - Brothers and Sisters (2006-2011) : Tommy Walker (92 épisodes)

- Shaun Duke dans :
  - The Unit : Commando d'élite (2006-2007) : l'agent Dan Vorhees (4 épisodes)
  - Prison Break (2008-2009) : Griffin Oren (saison 4)

- Bailey Chase dans :
  - Ugly Betty (2007) : Becks Scott (4 épisodes)
  - Castle (2009) : Will Sorenson (saison 1, épisodes 9 et 10)

- Peter Gallagher dans :
  - Covert Affairs (2010-2014) : Arthur Campbell (72 épisodes)
  - New York, unité spéciale (2014-2019) : l'adjoint en chef William Dodds (19 épisodes)

- Jason Wiles dans :
  - Les Experts : Manhattan (2011) : John Curtis (saison 8)
  - Stalker (2014) : Tom Wade (épisode 11)

- James Morrison dans :
  - Those Who Kill (2014) : le commandant Frank Bisgaard (10 épisodes)
  - Twin Peaks (2017) : le directeur de prison Dwight Murphy (saison 3)

- FBI : Opérations secrètes : Joe Renato (Joe Pantoliano)
- Mick Brisgau : Martin Ferchert (Helmfried von Lüttichau)
- New York, unité spéciale : Pete Breslin (Noah Emmerich) (saison 7, épisode 4) et Bill Garnet (Scott Bryce) (saison 10, épisode 20)
- Smallville : Virgil Swann (Christopher Reeve)
- L'Agence tous risques : Billy Marquette (Daniel Faraldo)
- Parker Lewis ne perd jamais : Nick Comstock (Paul Johansson)
- Murder One[réf. nécessaire] (Lee Michaelson)
- K 2000, Knight Rider : RC3 (Peter Parros)
- Lagacy : Sean Logan (Gayson Mc Couch)
- Beverly Hills : Jason Croft (Maxwell Caulfield)
- Les Feux de l'amour : Ji-Min Kim (Eric Steinberg)
- Des jours et des vies : Alex North (Wayne Northrop)
- Lie to Me : Paul Donson (Tom Verica)
- Lost : Les Disparus : le capitaine Bird (William Makozak)
- Caprica : Joseph (Esai Morales)
- NCIS : Enquêtes spéciales : Kyle[réf. nécessaire]
- Post mortem : Thomas Renner (Charly Hübner)
- NYC 22 : Daniel « Yoda » Dean (Terry Kinney)
- Brooklyn Nine-Nine : le député-commissaire Podolski (James Michael Connor)
- L'Exorciste : Pazuzu (Robert Emmet Lunney)
- 1980-1988 : Magnum (Larry Manetti alias Rick, à la suite / en alternance avec Yves-Marie Maurin)
- 1989-1990 et 1992 : Alerte à Malibu : Graig Pomeray alias Parker Stevenson (1re voix, 21 épisodes) et Gary (Tuc Watkins) (saison 2, épisode 21)
- 1991 : New York, police judiciaire : le garagiste (Robert LaSardo) (saison 2, épisode 9)
- 1994-1998 : Babylon 5 : le sergent Zack Allan (Jeff Conaway) (74 épisodes)
- 1995-2000 : Les Nouvelles Aventures de Flipper le dauphin : Tom Hampton (Whip Hubley) (66 épisodes)
- 2000 : Dune : Duncan Idaho (James Watson (en)) (mini-série)
- 2002 : The Shield : l'inspecteur Carlos Zamora (Carlos Sanz (en)) (saison 1, épisode 7)
- 2003 : Les Enfants de Dune : Duncan Idaho (Edward Atterton) (mini-série)
- 2003 : 24 Heures chrono : Raymond O'Hara (Brian Goodman (en)) (saison 2, épisodes 19 et 20)
- 2004-2006 : Phil du futur : Lloyd Diffy (Craig Anton) (43 épisodes)
- 2006 : New York, cour de justice : Norman Rothenberg (Jeffrey DeMunn) (saison 1, épisode 4)
- 2008-2010 : Robin des Bois : Sir Jasper (Lee Ross)
- 2009 : Lie to Me : lieutenant Paul Aronson (Tom Verica) (saison 1, épisode 4)
- 2012-2013 : Homeland : Scott Ryan (Tim Guinee) (1re voix)
- 2016 : American Horror Story : l'officier de police [Qui ?] (saison 6, épisode 9) et l'expert toxicologue [Qui ?] (saison 6, épisode 10)
- 2016 : Billions : M. Gilbert (John Carroll Lynch) (saison 1, épisode 7)
- 2016 / 2023 : Flash : Savitar (Tobin Bell) (voix, saison 3 puis saison 9, épisode 13)
- 2017 : Chicago Police Department : l'agent Perich[réf. nécessaire], Michael Zadra (Timothy V. Murphy) (saison 4, épisode 9) et Franklin Barnes (Chris McKinney) (saison 4, épisode 10)
- 2017 : Riverdale : Joseph Svenson (Cameron McDonald)
- 2017-2018 : Shades of Blue : le capitaine Matt Wozniak (Ray Liotta) (2e voix, saisons 2 et 3)
- 2018 : Preacher : Satan (Jason Douglas) (saison 3)
- 2019 : Mindhunter : le Père Monaghan (Don O. Knowlton)
- 2019 : Arrow : James Midas (Andrew Kavadas) (saison 7, épisode 15)

#### Séries d'animation
- 1972 : Mazinger Z : Koji Kabuto (doublage tardif effectué en 1988)
- 1978 : Wattoo Wattoo : Crédo (l'animal) et divers
- 1985-1986 : Vas-y Julie ! : Michel Lefranc (doublage tardif effectué en 1988)
- 1985-1987 : Les Mondes engloutis : Kadouak, le fils de l'empereur
- 1987 : Rahan, fils des âges farouches : Taro (épisode 18)
- 1989-1996 : Dragon Ball Z : Son Goku (à partir de l'épisode 11), Zarbon, Jeese, Bardock, C-16, Shapner et Boo, Super Boo ; Vegeta (voix de remplacement épisode 44) et Son Gohan (voix de remplacement épisode 234) + annonce du titre des épisodes sur les DVD
- 1989-1992 : Ranma ½ : Roland, Dr Thibault et Mathurin (diffusé qu'à partir de 1992 en France)
- 1989 : Nicky Larson : le prétendant qui a l'idée d'enlever Samantha (Kimiko en VO) (épisodes 105-106)
- 1990-1991 : Adrien le sauveur du monde : Alcali
- 1992-1993 : Conan l'Aventurier : le narrateur
- 1994-1997 : Gargoyles, les anges de la nuit : Thomas Brode
- 1997-1998 : Dragon Flyz : Summit
- 2001 : Mes parrains sont magiques : Head Eliminator, Destructonator et le père de Mark Chang (3e voix)
- 2003 / 2006 : Totally Spies! : Dr Renard (épisode 43), Ye-Huang (épisode 71)
- 2004-2005 : Monster : Lipski
- 2004-2006 La Nouvelle Ligue des justiciers : Orion dans Unlimited
- 2005 : Batman : Lucius Fox
- 2006-2011 : Manny et ses outils : M. Lopart et Abuelo
- 2006-2007 : Death Note : Higuchi
- 2009-2011 / 2014-2015 : Dragon Ball Z Kai : Son Goku, Bardock et Boo
- 2010-2013 : Scooby-Doo : Mystères associés : Monsieur E
- 2011 : Star Wars: The Clone Wars : Jerec (saison 2) et Riff Tamson (saison 4)
- 2015-2018 : Dragon Ball Super : Son Goku, Boo, Goldoma, Black Goku et Vegetto[13],[14] (en double voix avec Éric Legrand)
- 2016 : La Garde du Roi lion : Pua
- 2016 : LoliRock : Henri
- 2018-2019 : Captain Tsubasa : Tatsuo Mikami
- 2019 : Levius : Hugo Stratus
- 2022 : Thermae Romae Novae : Lepidus, Apollodore et le propriétaire des thermes

### Jeux vidéo
- 2000 : Chicken Run : Rocky
- 2000 : Syphon Filter 2 : Lyle Stevens
- 2001 : Baldur's Gate II: Throne of Bhaal : Saemon Havarian, Marchands Âmniens et voix optionnelle du personnage principal
- 2001 : Jak and Daxter: The Precursor Legacy : Parieur
- 2002 : The Getaway : Grevious, Shan Chu Lee, Ryan et voix additionnelles
- 2003 : Legacy of Kain: Defiance : Janos Audron
- 2003 : Starsky et Hutch : Huggy les bons tuyaux et Paolo
- 2004 : Far Cry : plusieurs mercenaires
- 2004 : Garfield : Garfield
- 2004 : Star Wars: Knights of the Old Republic II - The Sith Lords : Dark Sion et personnages secondaires
- 2005 : Psychonauts : voix additionnelles
- 2005 : Mortal Kombat: Shaolin Monks : Shang Tsung
- 2005 : Sly 3 : Muggshot et le Capitaine Lafouine
- 2005 : Bons Baisers de Russie : James Bond
- 2006 : Ape Escape 3 : Dr Tomoki, Singe Rougev
- 2006 : The Elder Scrolls IV: Oblivion : Haskill (DLC Shivering Isles)
- 2006 : Call of Juarez : Personnages secondaires
- 2006 : Ankh : Bakshish, le génie, le marchand d'esclaves, Gemotep, un garde
- 2007 : Transformers, le jeu : Optimus Prime
- 2007 : Team Fortress 2 : le Sniper
- 2007 : Assassin's Creed : personnages secondaires rencontrés dans les quatre cités
- 2007 : Clive Barker's Jericho : le père Paul Rawlings
- 2007 : Elsword : Raven
- 2008 : La Mémoire dans la peau : Alexander Conklin
- 2008 : Fallout 3 : Jericho
- 2008 : Aion : voix additionnelles
- 2008 : Call of Duty: World at War : plusieurs soldats américains
- 2008 : World of Warcraft: Wrath of the Lich King : Sire Zeliek (Les quatre cavaliers)
- 2008 : Tomb Raider: Underworld : Zip
- 2008 : Transformers Animated: Le Jeu : Optimus Prime
- 2008 : Brothers in Arms: Hell's Highway : Robert Sink
- 2009 : Transformers : La Revanche : Optimus Prime
- 2009 : League of Legends : Kassadin, Fiddlesticks et Nautilus
- 2009 : Dragon Age: Origins : voix homme elfe no 1 pour le personnage principal et voix additionnelles
- 2009 : Assassin's Creed II :  la Volpe, l'architecte dans la villa Monteriggioni et voix additionnelles
- 2009 : La Princesse et la Grenouille[réf. nécessaire]
- 2010 :  Mass Effect 2 : Prazza et voix additionnelles
- 2010 : Aliens vs. Predator : H. G. Groves
- 2010 : Tom Clancy's Splinter Cell: Conviction : Victor Coste
- 2010 : Alan Wake : agent Robert Nightingale
- 2010 : Singularity : Demichev
- 2010 : Transformers : La Guerre pour Cybertron : Barricade, le narrateur et voix additionnelles
- 2010 : StarCraft 2: Wings of Liberty : VCS
- 2010 : Fallout: New Vegas : voix additionnelles
- 2010 : Fable III : personnages secondaires
- 2010 : Assassin's Creed Brotherhood : la Volpe
- 2011 : Dead Space 2 : le directeur Tiedemann
- 2011 : Dragon Age 2 : Gamlen
- 2011 : Dungeon Siege III : voix additionnelles
- 2011 : Batman: Arkham City : sbires du Joker et voix additionnelles
- 2011 : Star Wars: The Old Republic  : Dark Vengean
- 2011 : Les Aventures de Tintin : Le Secret de La Licorne : Allan Thompson
- 2011 : Fallout: New Vegas - Honest Hearts : Jed Masterson
- 2011 : Duke Nukem Forever : voix additionnelles
- 2011 : Kinect Disneyland Adventures : un pirate
- 2012 : Diablo III : Tashun le Mineur, le premier marchand de la Nouvelle Tristram
- 2012 : Les Royaumes d'Amalur : Reckoning : Conrad Cronberg (DLC La Légende de Kel le Mort)
- 2012 : Game of Thrones : Le Trône de fer : Gwayne et Morros de la Garde de Nuit, Bayard, Criston, Raynald Sarwyck, Harys le geôlier de Castel-Bois et voix additionnelles
- 2012 : Borderlands 2 : Mick Zaford
- 2012 : Call of Duty: Black Ops II : Michael « Finn » O'Leary
- 2012 : Guild Wars 2 : Trybulus Tristelame
- 2013 :  Tomb Raider : plusieurs Solarii
- 2013 : BioShock Infinite : le Prophète Zachary Comstock
- 2013 : The Last of Us : voix additionnelles
- 2013 : Splinter Cell: Blacklist : Victor Coste
- 2013 : Skylanders: Swap Force : Blast Zone, Sharpfin
- 2014 : Thief : voix des gardes
- 2014 : Hearthstone: Heroes of Warcraft : voix diverses
- 2014 : The Elder Scrolls Online : voix additionnelles
- 2014 : Defense Grid 2 : Colonel Rissler
- 2014 : Alien: Isolation : « Chief » Porter et Ash (DLC L'équipage peut être sacrifié)
- 2015 : Resident Evil: Revelations 2 : Gabe (épisode 2)
- 2015 : Batman: Arkham Knight : pompiers, émeutiers, soldats de la milice et voix additionnelles
- 2015 : Fallout 4 : artilleurs et bandits
- 2015 : Tom Clancy's Rainbow Six: Siege : Capitaõ
- 2015 : Lego Dimensions : le sénateur Shaw
- 2015 : Assassin's Creed Syndicate : Jack l'Eventreur : voix additionnelles
- 2016 : Overwatch : Soldat : 76
- 2016 : The Witcher 3: Wild Hunt – Blood and Wine : Regis
- 2016 : Dishonored 2 : plusieurs civils et marchands
- 2016 : Killing Floor 2 : Révérend Alberts
- 2016 : Ratchet and Clank : Abner Buckwash
- 2016 : Final Fantasy XV : Titus Drautos
- 2017 : Crash Bandicoot: N. Sane Trilogy : Tiny Tiger
- 2017 : Dishonored : La Mort de l'Outsider : plusieurs civils
- 2017 : Sonic Forces : Infinite
- 2017 : Need for Speed Payback : voix additionnelles
- 2017 : Star Wars Battlefront II : les officiers de la Résistance
- 2017 : Horizon Zero Dawn : Bahavas
- 2018 : Wolfenstein II: The New Colossus : Capitaine Wilkins (DLC The Freedom Chronicles)
- 2018 : World of Warcraft: Battle for Azeroth : Halford Verroctone
- 2018 : Spider-Man : Inspecteur Mackey (DLC Le Casse)
- 2018 : Assassin's Creed Odyssey : Hadès (DLC Le Tourment d'Hadès)
- 2018 : Call of Duty: Black Ops IIII : George Sawyer et Cornelius Pernell
- 2018 : Lego DC Super-Vilains : Gorilla Grodd
- 2019 : Metro Exodus : Tokarev
- 2019 : Far Cry: New Dawn : voix additionnelles
- 2019 : Tom Clancy's The Division 2 : Walter Kincaid
- 2019 : Sekiro: Shadows Die Twice : Genichiro Ashina
- 2019 : Anno 1800 : le guichetier grincheux
- 2019 : A Plague Tale: Innocence : l'alchimiste Laurentius, des gardes, des serviteurs et des soldats
- 2019 : Crash Team Racing: Nitro-Fueled : Tiny Tiger, Komodo Joe et Krunk
- 2019 : Tom Clancy's Ghost Recon Breakpoint : Victor Coste (DLC Deep State)
- 2019 : Age of Empires II: Definitive Edition : narrateur des batailles historiques, voix additionnelles
- 2020 : No Straight Roads : Robot et le capitaine Torpedo
- 2022 : Overwatch 2 : Soldat : 76
- 2023 : Alan Wake 2 : Robert Nightingale

### Créations audio
Musique
- Ragen Blue ~Symphonic Image Album~ (CD) : Gonta et le prêtre Garäl

Fictions audio
- 2017 : L'Épopée temporelle : le roi, un garde de la reine, le capitaine, Shogun, Dr Simon

### Publicités télévisées
- Maître Sega, la voix off dans les publicités de Sonic the Hedgehog, Michael Jackson's Moonwalker et The Revenge of Shinobi
- voix off dans les publicités des livres animés Disney sur CD-ROM
- Nissan (2023)